# Stefano Giovannoni
Stefano Giovannoni (La Spezia, 30 de agosto de 1954) es un arquitecto, diseñador industrial e interiorista italiano, reconocido por su influencia en el diseño contemporáneo.
En los años ochenta inició su carrera profesional fundando junto con Guido Venturini el estudio King-Kong, en el contexto de la llamada arquitectura radical que surgió en Florencia y rompió con las reglas tradicionales del diseño italiano.
Ha colaborado con firmas destacadas del sector, como: Alessi, Magis, Bisazza, Moooi, Laufen, Fiat, Lavazza, Samsung, Siemens, Vondom, entre otras.

## Trayectoria profesional
En 2016 fundó la marca de diseño Qeeboo con la perspectiva de democratizar el diseño y hacerlo accesible a un mayor público sin sacrificar la creatividad ni la calidad. Como fundador y director creativo de la marca impulsó productos icónicos como la silla Rabbit, la lámpara Giraffe In Love (en colaboración con Marcantonio Brandolini) y el espejo Ribbon (diseñado por Nika Zupanc). Su serie “Bombo” diseñada para Magis, obtuvo un gran éxito comercial.

Edición de Qeeboo TEDDY Bear diseño de Stefano Giavannoni, con patrón Marco Oggian.

Destacan sus colaboraciones con diseñadores internacionales como: Philippe Starck, Studio Job, Marcantonio, y el artista multidisciplinar Marco Oggian, quien ha dado lugar a una serie de productos caracterizados por su audacia visual y originalidad.
Actualmente, la obra de Stefano Giovannoni está presente en los principales museos de diseño del mundo y continúa influyendo en nuevas generaciones de diseñadores.